# Asparagus officinalis
La esparraguera o espárrago común  (Asparagus officinalis) es una especie de la familia Asparagaceae. Es una planta herbácea perenne de follaje muy ramificado y aspecto plumoso. Su cultivo dura bastante tiempo en el suelo, del orden de ocho a diez años. La planta de espárrago está formada por tallos aéreos ramificados y una parte subterránea constituida por raíces y yemas, que es lo que se denomina comúnmente “garra”. De los brotes jóvenes se obtienen las verduras conocidas como espárragos. Las hojas están reducidas a escamas, con ramificaciones filiformes verdes en su base. Estas ramificaciones alcanzan los 25 mm de largo. La floración se produce a partir de junio. Las flores son pequeñas, campanuladas, pedunculadas y se distribuyen en parejas o son solitarias. Las flores masculinas y femeninas se encuentran en plantas diferentes.
Antiguamente se clasificaba en la familia de las liliáceas, como las especies afines Allium, cebollas y ajos. Sin embargo, la investigación genética sitúa a los lirios, los Allium y los espárragos en tres familias distintas: las Liliaceae, las Amaryllidaceae y las Asparagaceae, respectivamente; las Amaryllidaceae y las Asparagaceae se agrupan en el orden Asparagales. Las fuentes difieren en cuanto al área de distribución nativa de Asparagus officinalis, pero generalmente incluye la mayor parte de Europa y Asia templada occidental. Se cultiva ampliamente como hortaliza.
Su genoma ha sido secuenciado como modelo para estudiar la evolución de los cromosomas sexuales en plantas y la dioecia.

## Etimología
La palabra espárrago (del latín) sparagus deriva a su vez del griego aspharagos o asparagos y el término griego se originó en el persa asparag que significa "brote". Ha sido usado desde tiempos muy antiguos como verdura culinaria, debido a su delicado sabor y a sus propiedades diuréticas. Hay una receta para cocinar espárragos en el libro de recetas más antiguo que se conserva, De re coquinaria, libro III, escrito por Apicio en el siglo III.

## Variedades
El espárrago blanco se obtiene al evitar la exposición de las plantas a la luz mientras crecen. El espárrago morado es diferente a las variedades verdes o blancas, y se caracteriza principalmente por un alto contenido en azúcar y bajos niveles de fibra. Fue originalmente cultivado en Italia y comercializado con el nombre Violetto d'Albenga. Su cultivo continuó en países europeos y saltó a América, Asia y Nueva Zelanda.
El espárrago silvestre (espárrago triguero) se usa en el Mediterráneo como seto para delimitar las parcelas aprovechando sus hojas en forma de pinchos desagradables y para obtener las "puntas de espárrago" como alimento. Las plantas arden con facilidad, incluso en épocas de lluvias, y los agricultores suelen quemarlas intencionadamente para provocar la salida de nuevos brotes.

## Gastronomía

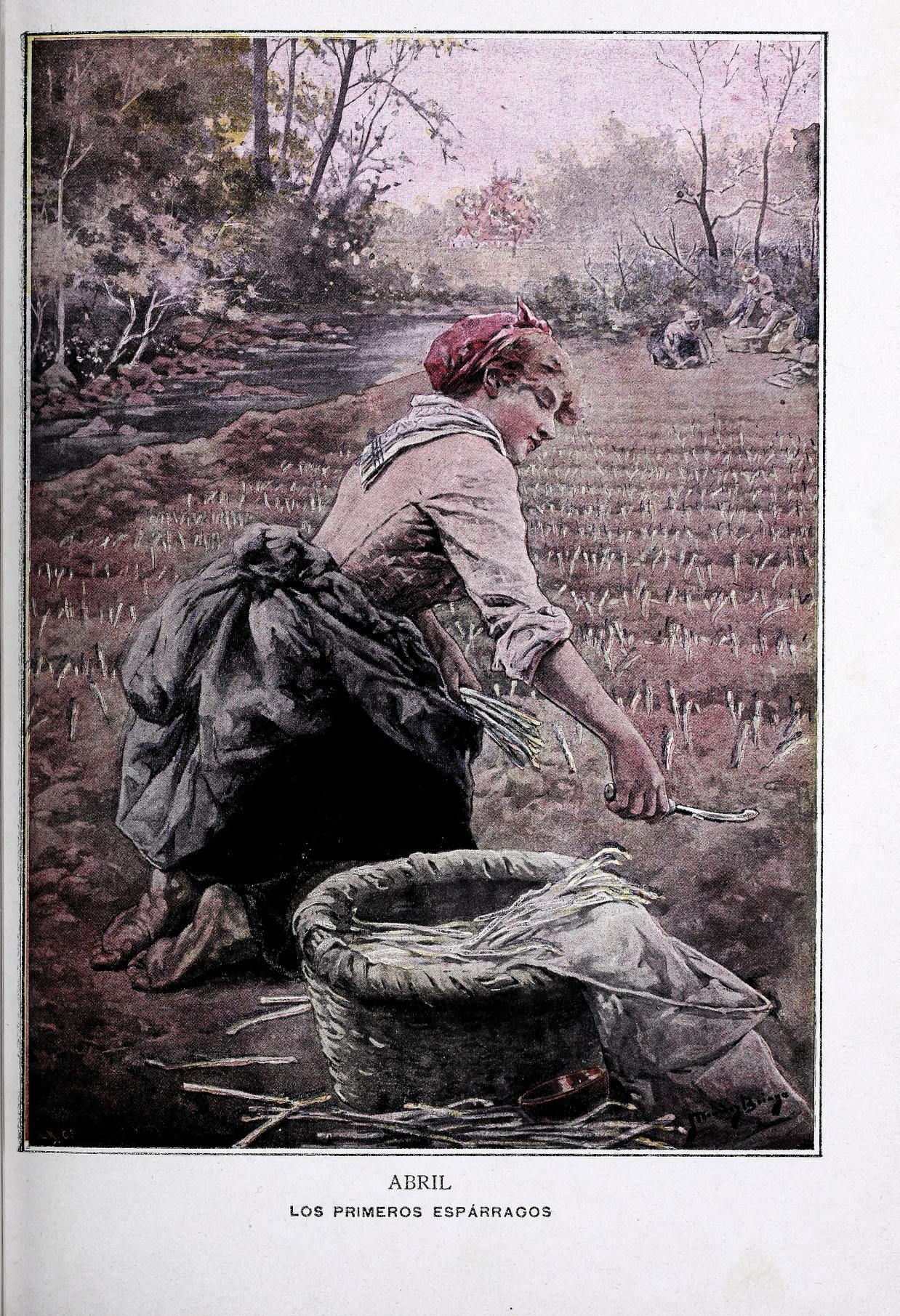
«Los primeros espárragos» en Almanaque de Blanco y Negro para 1899, de Narciso Méndez Bringa.

En su forma más simple, los brotes se cuecen en agua o al vapor hasta que están tiernos y se sirven con una salsa ligera (como la neerlandesa o la mayonesa) o con mantequilla derretida o con unas gotas de aceite de oliva y queso parmesano rallado. Un refinamiento es atar los brotes en haces y prepararlos de pie, de forma que la parte inferior de los tallos se hierve, mientras que las más tiernas yemas se hacen al vapor. Las ollas altas y cilíndricas para cocinar espárragos tienen bases perforadas y salientes para sujetarlos, de forma que este proceso sea lo más simple posible. En algunas ocasiones se comercializan como espárragos en conserva inundados en un líquido de cobertura.
A diferencia de las mayoría de las verduras, en las que las más pequeñas y delgadas son más tiernas, los tallos gruesos de espárragos tienen mayor volumen tierno en proporción a su piel. Cuando los espárragos llevan demasiado tiempo en el mercado, los extremos cortados se habrán secado y vuelto ligeramente cóncavos. Los mejores espárragos son los que se recogen y limpian mientras se pone el agua a hervir. Los cocineros meticulosos raspan los tallos de espárrago con un pelador de verduras, evitando las yemas, y los enfrían en agua helada antes de hervirlos; a menudo la piel se incorpora al agua de cocción y se retira cuando los espárragos están hechos, supuestamente para evitar diluir el sabor. Los espárragos pequeños o las yemas de los grandes sirven para cocinar sopa de espárragos. Los restaurantes cantoneses suelen servir espárragos revueltos con pollo, gambas o ternera. El espárrago es una de las pocas comidas que se considera aceptable comer con las manos en un ambiente formal, si bien esto es más común en Europa.

## Propiedades

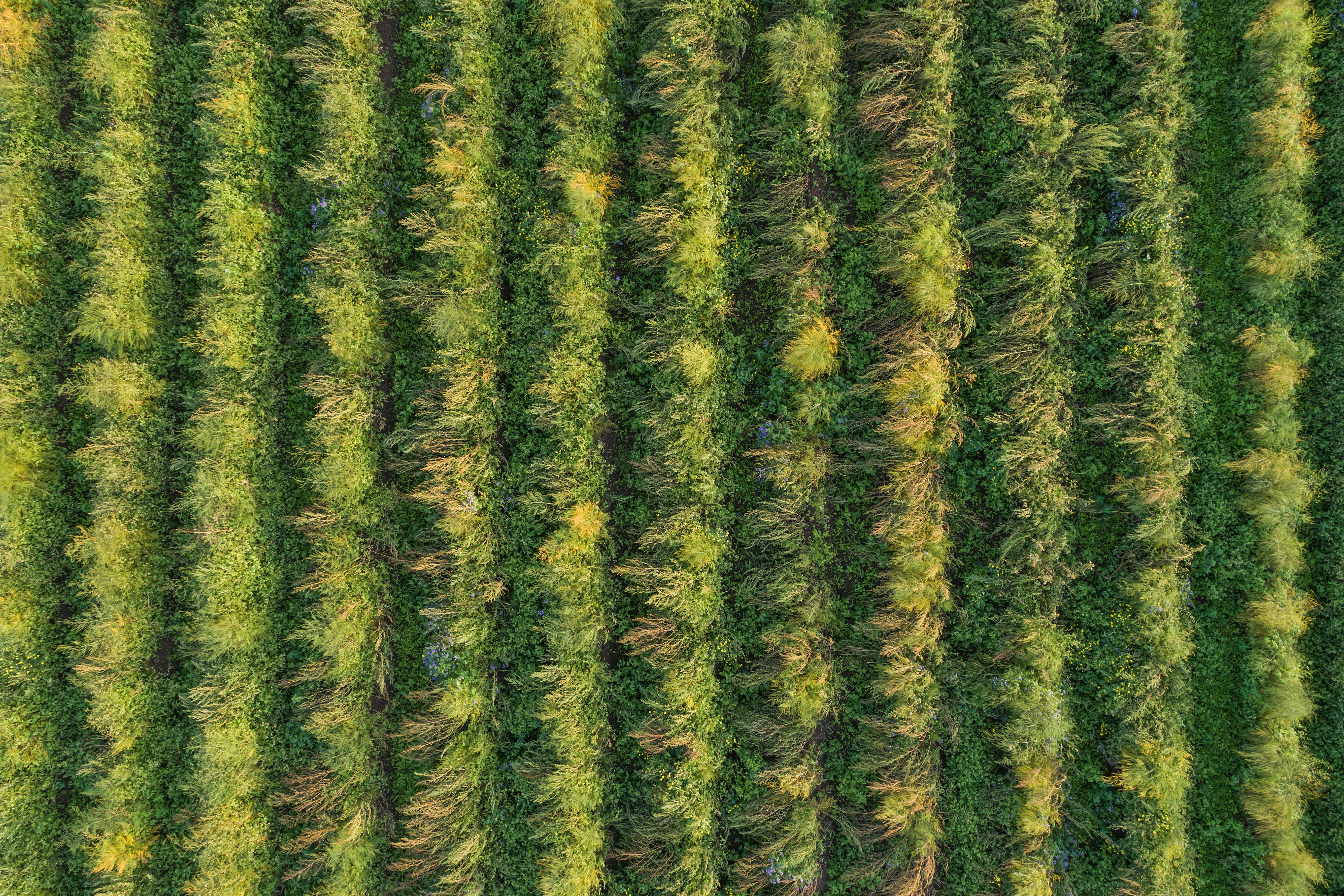
Plantío de espárragos

Otro detalle digno de mención sobre los espárragos es que algunos de sus componentes se metabolizan y excretan en la orina, dándole un distintivo olor ligeramente desagradable. Este olor es provocado por varios productos degradados que contienen azufre (como el ácido asparagúsico, tioles y tioésteres). Diversos estudios han demostrado no solo que cerca del 40% de las personas examinadas exhibían este característico olor, sino también que no todo el mundo es capaz de olerlo cuando lo produce.
Debido a su forma se ha creído que el espárrago tiene efectos afrodisíacos, pero esto nunca ha sido demostrado.
El aminoácido asparagina recibe su nombre del espárrago, al ser la planta rica en este compuesto.

## Nomenclatura
A. officinalis es ampliamente conocida simplemente como espárrago.
La palabra inglesa asparagus deriva del latín clásico, pero la planta se conocía antiguamente en inglés como sperage, del latín medieval sparagus. Este término deriva del griego aspharagos o asparagos, pero los términos griegos son de procedencia incierta: la última forma admite la posibilidad de una raíz protoindoeuropea que significa "sacudir, esparcir", directamente o a través de un descendiente persa que significa "ramita, rama"; pero la palabra griega antigua en sí, que significa "barranco, abismo", parece ser de origen pregriego.
Asparagus fue usado en algunos lugares a "hierba de gorrión"; de hecho, John Walker escribió en 1791 que "Sparrowgrass es tan general que asparagus tiene un aire de rigidez y pedantería". El nombre "hierba de gorrión" seguía siendo de uso común en la zona rural de East Anglia, Inglaterra, hasta bien entrado el siglo XX.
En turco, el espárrago se conoce como kuşkonmaz, literalmente "[un] pájaro no se posará [en él]", en referencia a la forma de la planta.

## Cultivo
Dado que los espárragos suelen ser originarios de hábitats marítimos, prosperan en suelos demasiado salinos para que crezcan las malas hierbas normales. Por ello, tradicionalmente se utilizaba un poco de sal para suprimir las malas hierbas en los arriates destinados a los espárragos; esto tiene la desventaja de que el suelo no se puede utilizar para otra cosa. Algunas regiones y zonas de jardinería son más adecuadas para el cultivo del espárrago que otras, como la costa oeste de Norteamérica y otros entornos más marítimos, como el clima mediterráneo. La fertilidad del suelo es un factor importante. Las "coronas" se plantan en invierno, y los primeros brotes aparecen en primavera; las primeras cosechas o "raleos" se conocen como espárragos de cola. El espárrago tiene tallos finos.
Una raza de "espárragos de temporada temprana" que puede cosecharse dos meses antes de lo habitual fue anunciada por un productor del Reino Unido a principios de 2011. Esta variedad no necesita permanecer en reposo y florece a 7 grados Celsius (44,6 °F), en lugar de a los 9 grados Celsius (48,2 °F) habituales.
El espárrago morado se distingue del verde y del blanco por su alto contenido en azúcar y su bajo contenido en fibra. El espárrago morado se desarrolló originalmente en Italia, cerca de la ciudad de Albenga y se comercializó con el nombre de variedad 'Violetto d' Albenga'. Los espárragos morados también pueden volverse verdes mientras se cocinan debido a su sensibilidad al calor.

## Otras plantas llamadas «espárrago»
Muchas plantas con y sin parentesco pueden ser llamadas «espárrago» o ser «usadas como espárrago» cuando se comen sus brotes. En especial, los brotes de una planta lejanamente relacionada, Ornithogalum pyrenaicum pueden ser llamados «espárragos prusios».

## Producción mundial
| Principales productores de espárrago (2018) (toneladas) | Principales productores de espárrago (2018) (toneladas) |
| ------------------------------------------------------- | ------------------------------------------------------- |
| China                                                   | 7.982.230                                               |
| Perú                                                    | 360.630                                                 |
| México                                                  | 277.682                                                 |
| Alemania                                                | 133.020                                                 |
| España                                                  | 68.403                                                  |
| Italia                                                  | 49.000                                                  |
| Estados Unidos                                          | 35.460                                                  |
| Japón                                                   | 26.937                                                  |
| Tailandia                                               | 23.779                                                  |
| Irán                                                    | 20.957                                                  |

Fuente

## Taxonomía
Asparagus officinalis fue descrito por Carlos Linneo y publicado en Species Plantarum 1: 313. 1753.
Etimología
Ver: Asparagus

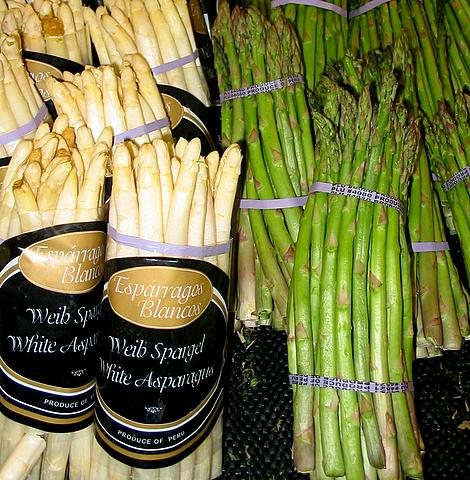
Espárragos blancos (izquierda) y verdes (derecha).

officinalis: epíteto latino que significa "vendida en herbolarios, medicinal".
Variedades aceptadas

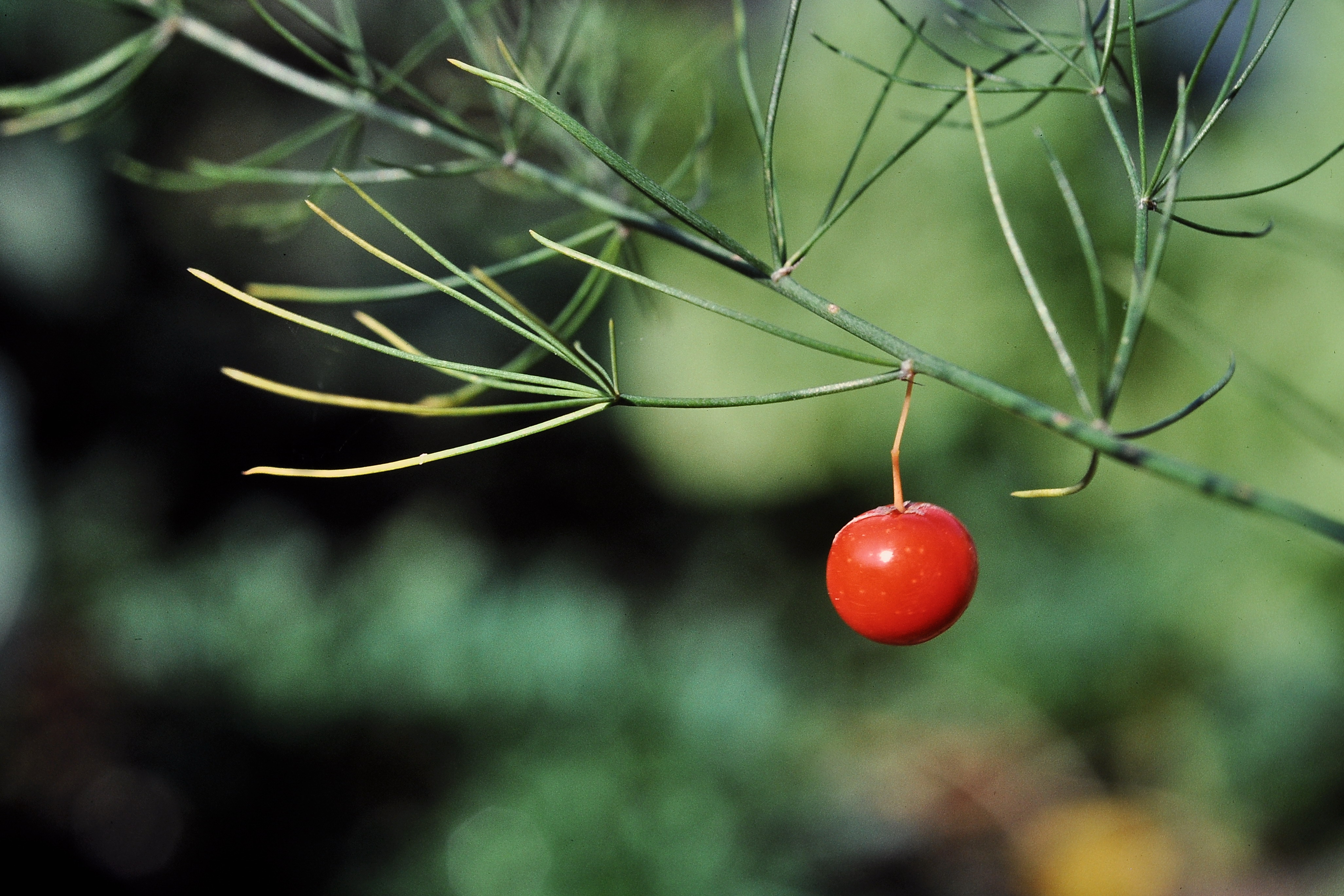
Fruto de la esparraguera

- Asparagus officinalis subsp. officinalis
- Asparagus officinalis subsp. prostratus (Dumort.) Corb.[22]

Sinonimia
- Asparagus polyphyllus Steven[23][24]

## Nota
1. ↑  
En el siglo XI d.C. apareció la palabra "sparagus" en un texto inglés. Véase Brunning (junio de 2010), p. 6. - Brunning utiliza el término "in print", aunque en Inglaterra no se utilizaba ninguna técnica de impresión en aquella época. En la misma frase, afirma que los campesinos a menudo la llamaban hierba de gorrión, y más adelante menciona un diario de 1667 en el que Samuel Pepys compró un manojo de hierba de gorrión en Fenchurch Street, Londres.